# Mira Zimińska

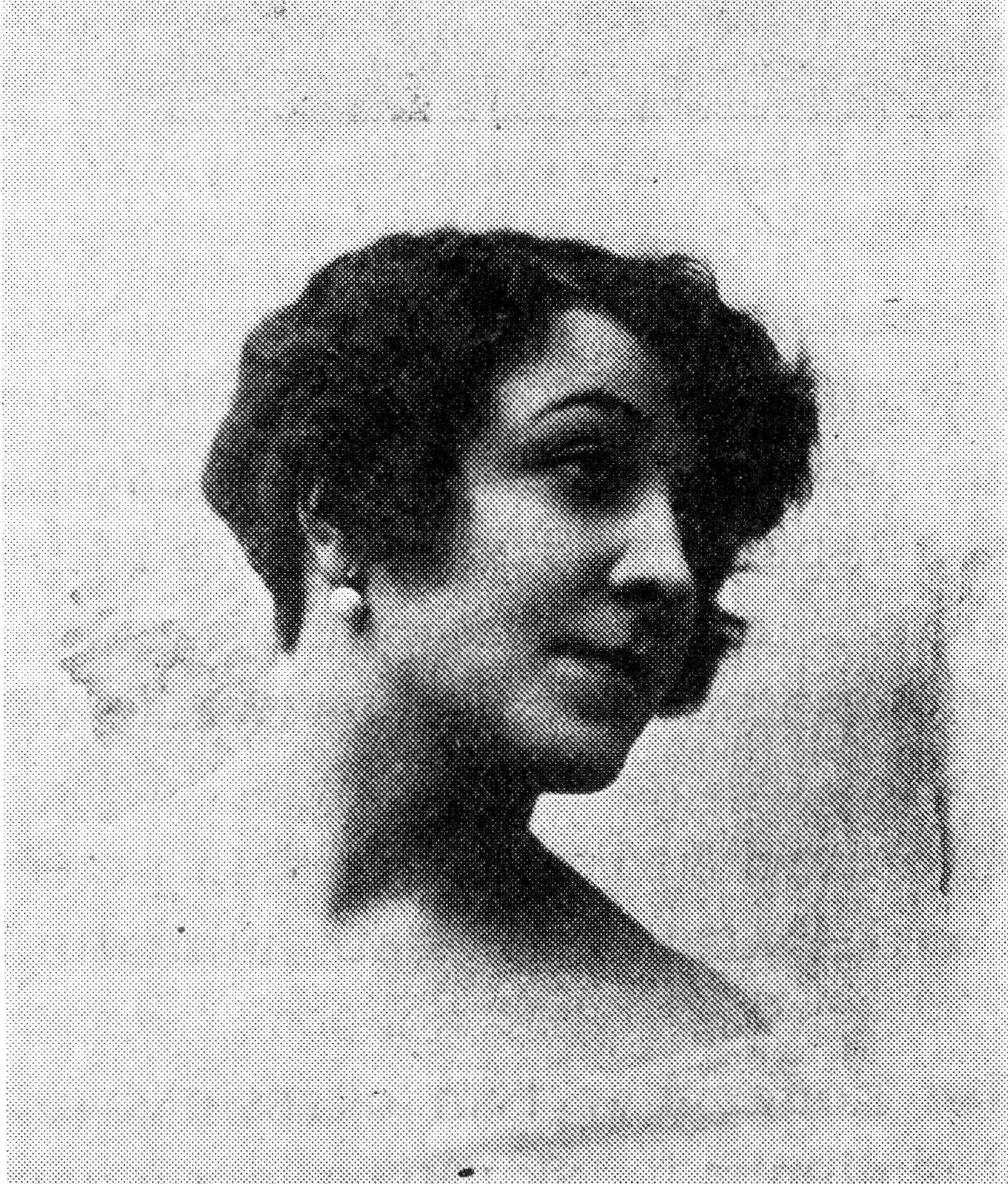
Mira Zimińska (vor 1935)

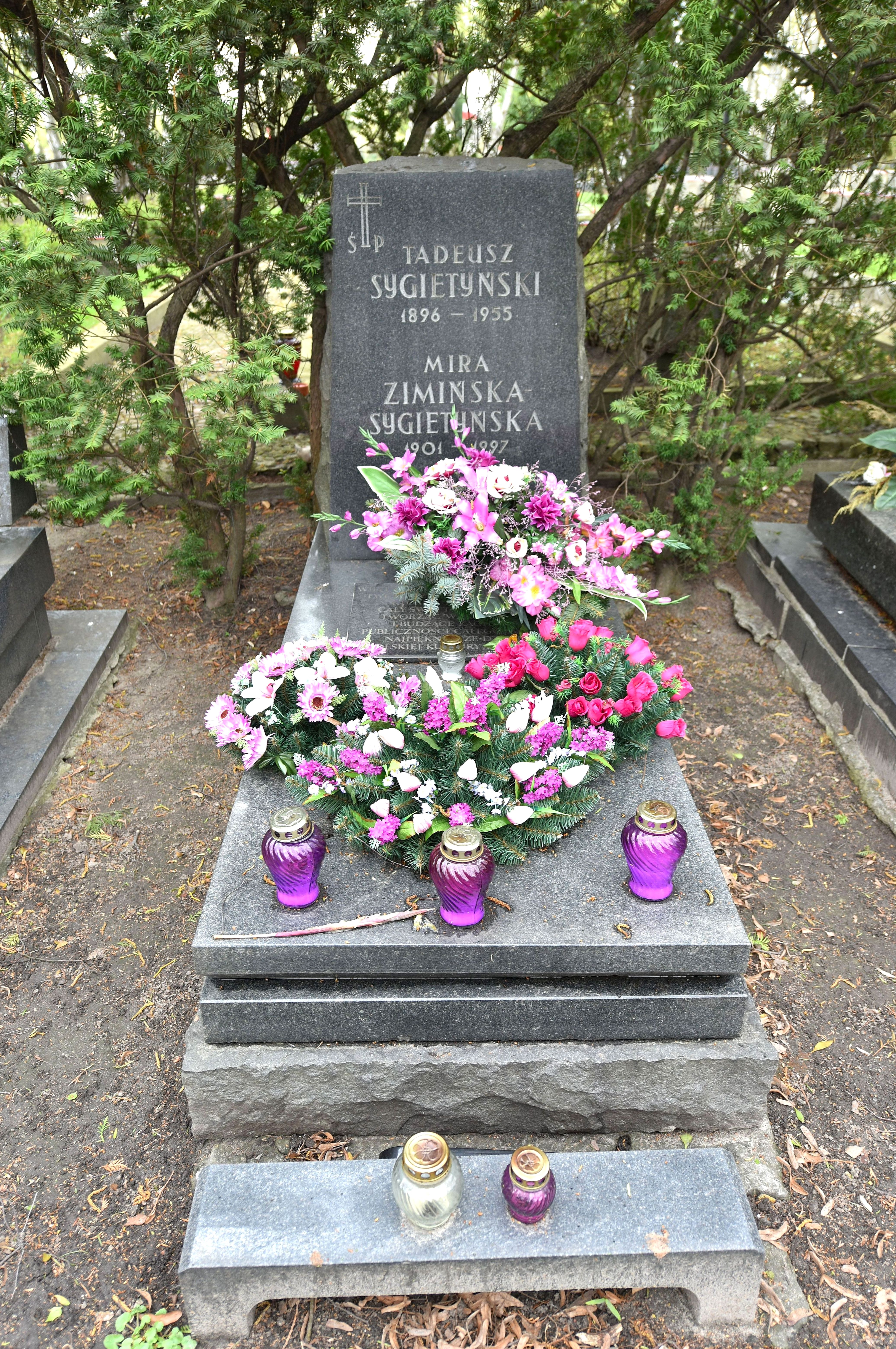
Die Grabstätte der Schauspielerin und ihres Mannes Tadeusz Sygietyński auf dem Warschauer Powązki-Friedhof

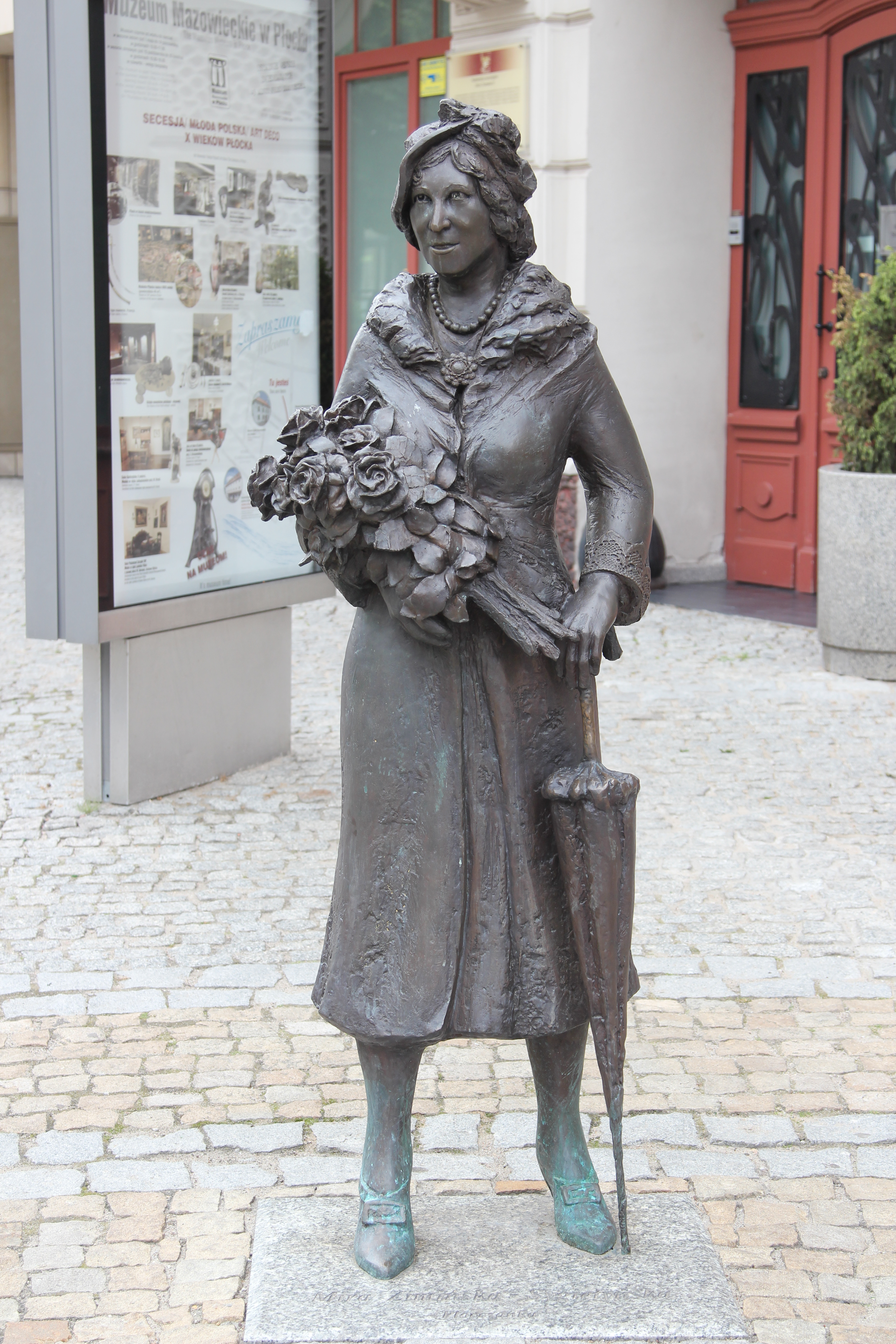
Denkmal für Mira Zimińska in Płock

Mira Zimińska (auch Mira Zimińska-Sygietyńska, eigentlich Marianna Burzyńska; * 22. Februar 1901 in Płock; † 26. Januar 1997 in Warschau) war eine polnische Schauspielerin, Sängerin und Theaterregisseurin.

## Leben
Mira Zimińska wurde zu Beginn des Jahres 1901 in Płock geboren, eine Stadt in der heutigen Mitte Polens. Schon im jungen Alter spielte sie Kinderrollen am Stadttheater in Płock, in dem ihre Eltern arbeiteten; ihr Vater als Theatertechniker, ihrer Mutter in verschiedenen Tätigkeiten. Mit sieben Jahren hatte sie ihr Debüt in dem Stücke Ich czworo von Gabriela Zapolska und spielte später auch in Stanisław Wyspiańskis Wesele. Als Teenager begann sie mit dem Singen und machte bei Chor der Płocker Kathedrale mit. In dieser Zeit begann sie, statt Marianna den Vornamen Mira zu verwenden, da sie diesen poetischer fand. Bereits im Alter von 16 Jahren ehelichte sie den Musiker Jan Zimiński, beide wurden 1918 in einem Płocker Theater engagiert. Das Paar zog anschließend nach Radom, wo Zimińska in der Komödie Aszantka von Włodzimierz Perzyński die Rolle der Władka spielte. Dadurch wurde sie von einem der Eigentümer des Kabaretts „Qui Pro Quo“ entdeckt und folgte später dessen Einladung nach Warschau. Die Ehe mit Zimiński war nicht langlebig, das Paar trennte sich bereits 1920.
In Warschau traf Mira Zimińska ihren zweiten Ehemann Tadeusz Sygietyński (1896–1955), der die Musik zu den von Marian Hemar für seine Frau geschriebenen Liedern komponierte. Mit diesen trat sie zwischen 1921 und 1932 im Kabarett „Qui Pro Quo“ erfolgreich auf, zwischen 1928 und 1938 spielte sie in Dramen und Komödien an verschiedenen Warschauer Theatern, so am Polnischen Theater, am Ateneum und am Kammertheater. Sie war als Theaterschauspielerin sehr gefragt und ihre Aufführungen Kassenschlager, sodass Mira Zimińska eine der bestbezahlten Schauspielerinnen Polens wurde. Sie machte Werbung für Luxusprodukte wie Pelze, Parfüm und Atutos, se selbst war eine der ersten polnischen Autofahrerinnen.
Im Theater „Ali Baba“ trat Mira Zimińska am 5. April 1939 in einer Satire gegen Hitler auf. Im Septemberfeldzug 1939 arbeitete sie als Krankenschwester und war Mitglied der Heimatarmee. 1942 wurde sie festgenommen und saß im Pawiak-Gefängnis-Gefängnis. Zwischen 1943 und 1944 schreib sie antifaschistische Lieder und gab während des Warschauer Aufstands Konzerte für Soldaten und arbeitete als Krankenschwester im Krankenhaus der Aufständischen. Sie kam infolge der Niederschlagung des Aufstands in ein Lager in Pruszków, konnte aber mit ihrem Mann wieder in die Hauptstadt fliehen. Von 1944 bis 1948 spielte sie an Łódźer, Lubliner und Warschauer Bühnen. Zusammen mit Sygietyński gründete sie im Dezember 1948 das staatliche Gesangs- und Tanzensemble „Mazowsze“. Hier war sie – nach dem Tod Sygietyńskis 1955 – ab 1957 als Direktorin, künstlerische Leiterin und Regisseurin tätig; Funktionen, die sie bis zu ihrem Tod innehatte. „Mazowsze“ war sehr erfolgreich und die Auftritte fanden in über 40 Ländern auf der ganzen Welt statt.
Ihre Filmkarriere beschränkt sich auf die 1920er und 1930er Jahre vor dem Zweiten Weltkrieg, in denen Mira Zimińska in knapp zehn Filme auftrat. Sie spielte in der Stummfilmäre und in den ersten polnischen Tonfilmproduktonen mit. Sie spielte und sang in musikalischen Komödien unter der Regie von Michał Waszyński, Henryk Szaro, Konrad Tom and Mieczysław Krawicz mit.
Mira Zimińska starb Ende der 1990er Jahre in Warschau und fand auf dem dortigen Powązki-Friedhof neben ihrem zweiten Ehemann ihre letzte Ruhestätte. In Warschau gibt es seit 2018 einen nach ihr benannten Mira-Zimińska-Platz, in ihrer Geburtsstadt Płock, von der sie 1986 die Ehrenbürgerschaft erhielt, wurde ihr zu Ehren 2014 ein Denkmal errichtet.

## Filmografie
- 1922: Wszystko się kręci
- 1924: O czym się nie mówi
- 1925: Iwonka
- 1926: O czym się nie myśli
- 1930: Nach Sibirien (Na Sybir)
- 1933: Każdemu wolno kochać
- 1935: Manewry miłosne
- 1936: Papa się żeni
- 1936: Ada! To nie wypada!